# Insigne d'honneur en or du NSDAP

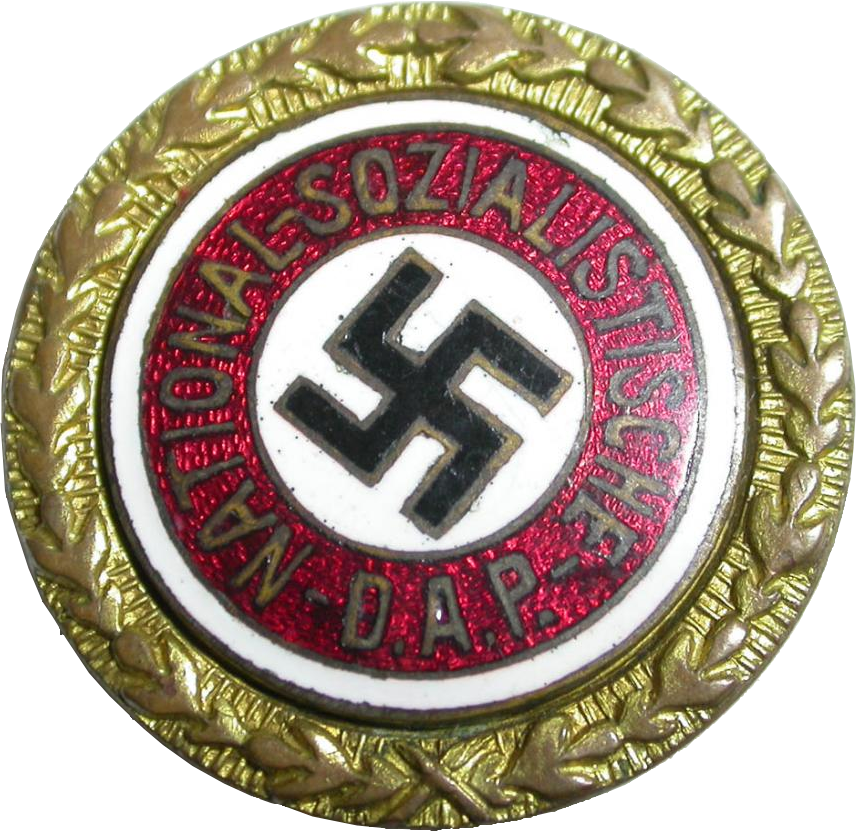
Insigne d'honneur en or du NSDAP.

L’insigne d'honneur en or du NSDAP (nom officiel en allemand : Goldenes Ehrenzeichen der NSDAP) ou encore de manière abrégée insigne en or du parti (en traduction littérale de la formule allemande abrégée : Goldenes Parteiabzeichen) était une distinction spéciale du parti national-socialiste des travailleurs allemands.
Il était décerné aux 100 000 premiers membres du parti (le numéro d'entrée au parti est gravé sur le revers), cet insigne fut également décerné à des personnes à la discrétion d'Adolf Hitler (ces insignes avaient les initiales « A.H. » gravées sur le revers du symbole). 

## Présentation
L'insigne d'honneur en or du NSDAP avait une couronne complète en or. L'insigne a été attribué en deux tailles : 30,5 mm pour les uniformes et 24 mm pour les vestes civiles.
Cet insigne fut attribué aux 100 000 premiers membres du parti. Hitler le remit aussi à de hauts dignitaires du IIIe Reich : l'élite du NSDAP. Alte Kämpfer (« Vieux combattants ») est le terme utilisé pour désigner ceux qui rejoignirent le NSDAP avant 1930. Ceux qui ont rejoint le parti nazi après la percée électorale du parti lors des élections au Reichstag de 1930 furent admis au groupe nommé Septemberlinge des Alte Kämpfer. Après Adolf Hitler et le Machtergreifung en 1933 (accession à la chancellerie), beaucoup d'Allemands voulurent rejoindre le NSDAP. Le « Présent doré » devint alors un insigne chargé d'une grande fierté en Allemagne, d'ailleurs les nouveaux membres regardaient avec attention cet insigne qui pouvait susciter des jalousies car il représentait un idéalisme hors du commun. L'insigne du parti nazi « basique » que les nouveaux membres portaient fut appelé Die Angstbrosche (« médaille de la Peur ») par les Vieux combattants. 
L'insigne d'honneur en or du parti nazi d'Adolf Hitler portait le numéro 1. Il le donna à Magda Goebbels dans son bunker avant de se suicider. Elle dit alors qu'il s'agissait du « plus grand honneur qu'une Allemande peut recevoir ». Il lui a été attribué car elle était selon Hitler « la plus grande mère du Reich ».
L'insigne d'Adolf Hitler retrouvé dans le bunker fut exposé dans un musée russe et il fut volé durant une exposition en 2005.
Les seuls fabricants de l'insigne d'or du parti étaient les firmes Joseph Fuess et Deschler & Sohn, toutes deux situées à Munich.

## Récipiendaires connus
Il s'agit d'une liste des principaux récipiendaires de l'insigne d'honneur en or du parti nazi.
| - Adolf Hitler - Joseph Goebbels - Hermann Göring - Heinrich Himmler - Reinhard Heydrich - Rudolf Hess - Karl Hanke - Wilhelm Keitel - Richard Darré - Joachim von Ribbentrop - Viktor Lutze - Hans Frank - Konstantin von Neurath - Franz Schwarz - Wilhelm Schepmann - Ernst Röhm - Erhard Milch - Alfred Jodl | - Franz Xaver von Epp - Theodor Eicke - Artur Axmann - Alfred Meyer - Otto-Heinrich Drechsler - Hinrich Lohse - Robert Ley - Odilo Lotario Globocnik - Max Amann - Philipp Bouhler - Karl Wahl - Walther Funk - Otto Georg Thierack - Hans Heinrich Lammers - Franz Gürtner - Arthur Seyss-Inquart - Erich Raeder | - Eduard Dietl - Ernst Kaltenbrunner - Hans Günther - Hans Prützmann - Kurt Daluege - Paul Hausser - Josef Dietrich - Horst Wessel - Karl Dönitz - Walther von Brauchitsch - Werner von Blomberg - Lothar Rendulic - Erich von dem Bach - Magda Goebbels - Albert Speer - Hans Helwig - Friedrich Hildebrandt |

## Liens
- Goldenes Parteiabzeichen  Stenger Historica Inc.